# 达兰萨拉
達蘭薩拉（英語：Dharamsala，藏語：རྡ་རམ་ས་ལ་，意为法處、法堂）是印度北部喜马偕尔邦的冬季首府，位於坎格拉縣內的一个城鎮。從8世紀起被吐蕃控制。在第十四世达赖喇嘛流亡印度後，達蘭薩拉成為了流亡藏人的政治中心，藏人行政中央及西藏議會亦設於此。因此，達蘭薩拉时常以“小拉薩”聞名；在中文語境中，達蘭薩拉往往是西藏流亡政府的代名詞。

## 歷史

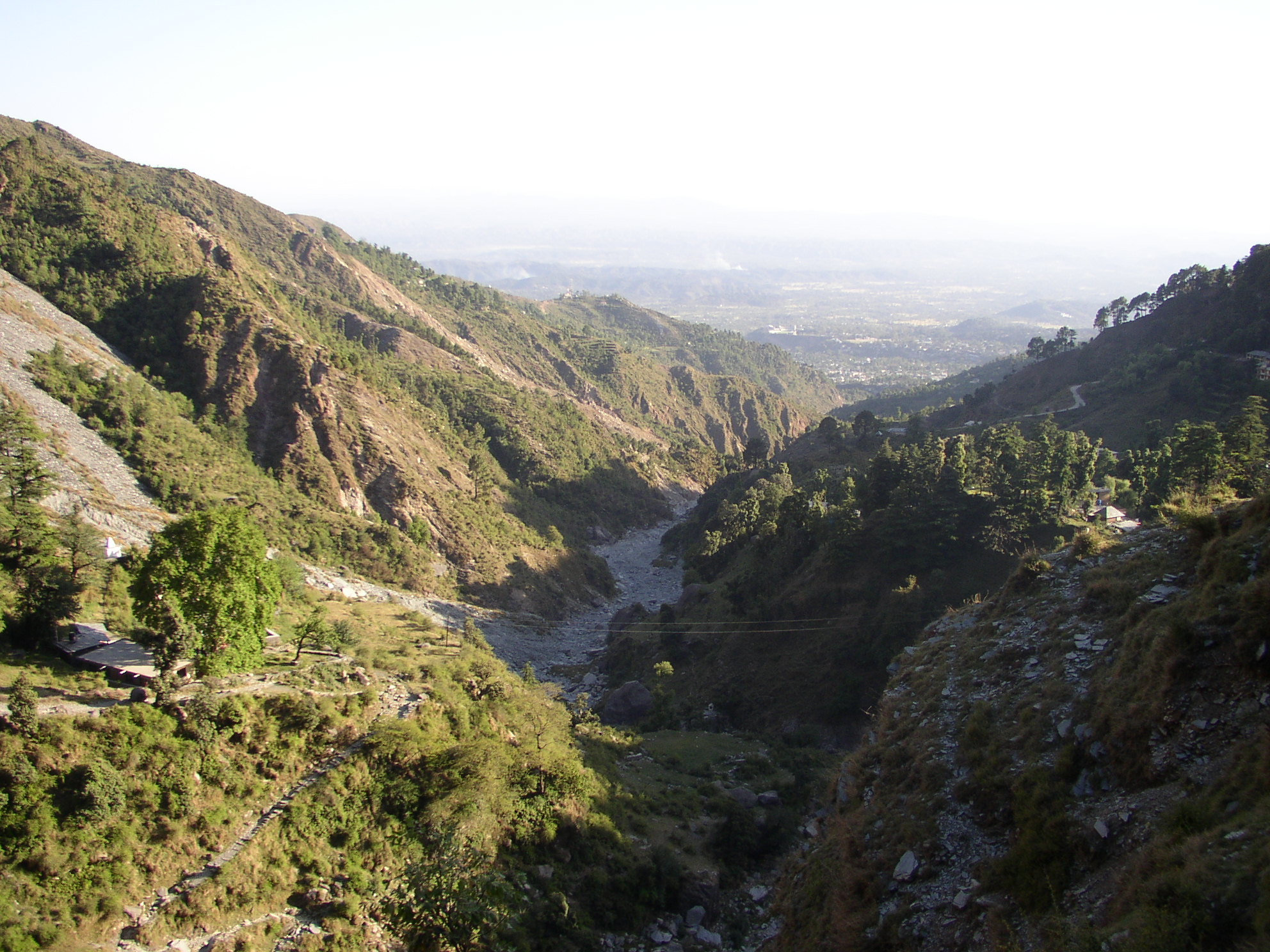
達蘭薩拉山谷

達蘭薩拉這座城市的歷史並不太長：它成立于1849年。
長久以來，達蘭薩拉一直與佛教及印度教有着甚深的渊源。往昔在當地建有不少佛教寺院，均由自8世紀始移民於此的藏民所興建。不過，這些寺院大多數都已荒廢，而印度教卻有復興的跡像。
1848年，達蘭薩拉隨同印度次大陸的其他地方一起被英國吞併，並於一年後由英軍在當地建立城鎮。1852年，達蘭薩拉成為坎格拉縣的行政首府。

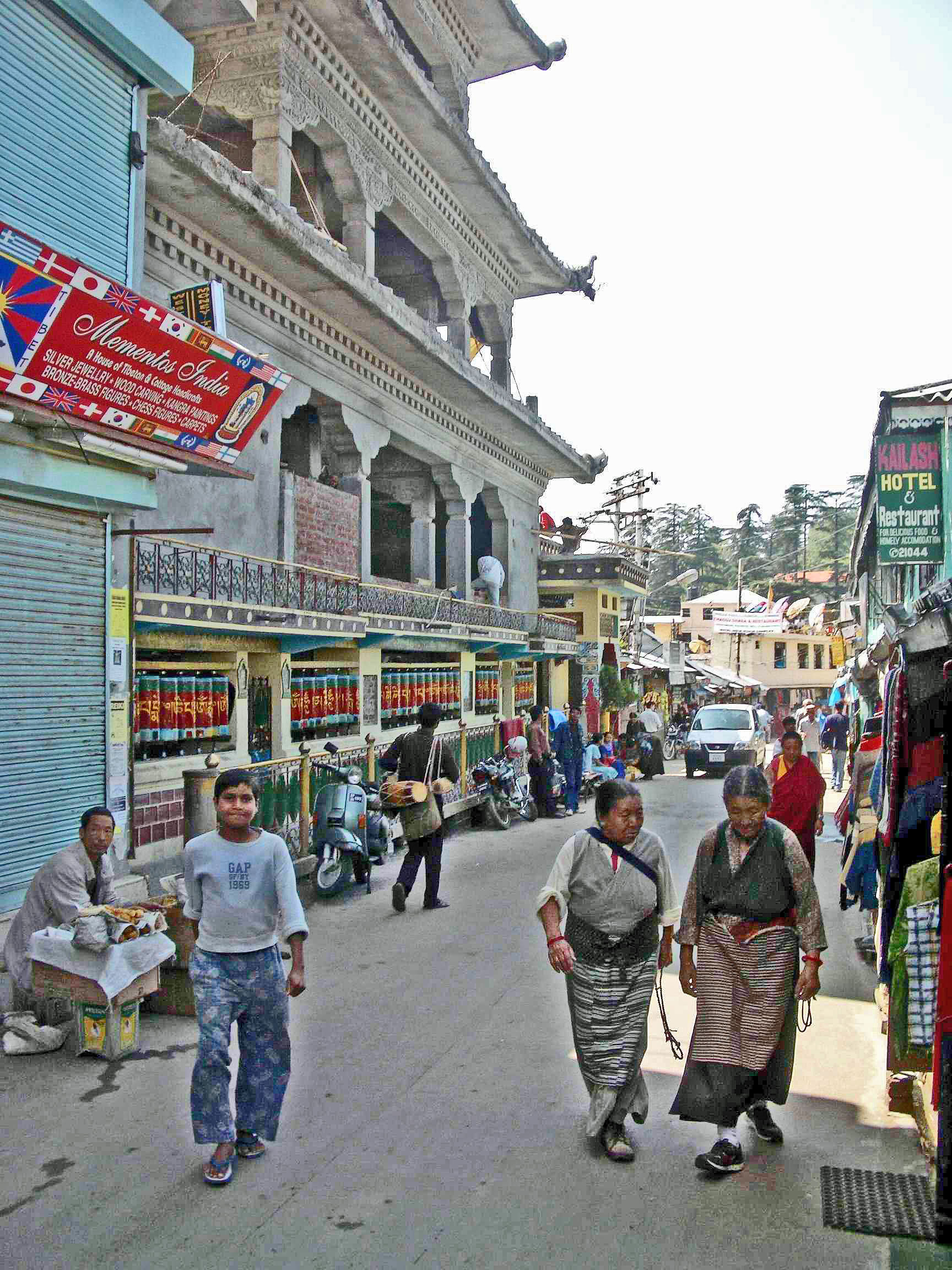
街道

1959年，十四世达赖喇嘛流亡出西藏，印度总理尼赫鲁准許达赖喇嘛及其追随者於次年（1960年）在达兰萨拉建立流亡政府。数以千计的流亡藏人因此迁入达兰萨拉，他们中的绝大多数人生活在上达兰萨拉（McLeod Ganj，音譯“麥萊德甘吉”）的地方，并建立了庙宇和学校，而且得到印度政府给予免税等一系列优惠待遇。因此，達蘭薩拉又有「小拉薩」的外號。達蘭薩拉的濃厚西藏色彩，使它成了重要的旅遊熱點，當地的酒店及餐廳經常爆滿，形成旺盛的旅遊及商業需求。
2002年，達蘭薩拉首度舉辦了西藏小姐選美比賽。
2015年，印度政府將達蘭薩拉納入智慧城市計畫（Smart City Mission），同時也是喜馬偕爾邦首座列入計畫的城市。

### 引用
1. ↑  Naresh K Thakur. . 印度斯坦時報. 2019-07-09  [2020-07-13]. （原始内容存档于2021-03-01） （英语）.